# Rebecca Passler
Rebecca Passler est une biathlète italienne née le 31 août 2001 à Bruneck. Elle est la nièce de Johann Passler, double médaillé olympique en biathlon.

## Carrière
Rebecca Passler fait partie de l'équipe des Carabinieri et décroche en 2018 la coupe féminine d'Italie des aspirants. Elle intègre l'équipe nationale de biathlon à l'automne 2018 et dispute notamment la Coupe d'Europe junior et les mondiaux en catégorie jeune. 
Au cours de la saison 2019-2020, elle obtient ses premiers podiums dans le relais simple mixte, associée à Michele Molinari et se distingue aux mondiaux des jeunes avec deux médailles d'argent : la première dans l'individuel et la seconde avec le relais féminin, associée à Linda Zingerle et Hannah Auchentaller.
Elle fait ses débuts en IBU Cup en janvier 2021 et obtient une 2e place en relais simple mixte, associée à Daniele Cappellari. Elle remporte ensuite 3 médailles aux championnats du monde juniors : l'argent sur le sprint et le relais (avec Hannah Auchentaller, Beatrice Trabucchi et Gaia Brunetto), le bronze sur la poursuite. Dans la foulée, elle monte sur son premier podium individuel en IBU Cup à l'issue du sprint d'Obertilliach. En fin de saison, elle crée la sensation : elle remporte en effet le titre de championne d'Italie de mass-start en devançant ses glorieuses ainées Lisa Vittozzi et Dorothea Wierer. A l'issue de la course, la triple championne du monde déclare à propos de celle qui l'a devancée : « Rebecca Passler est l'avenir du biathlon italien ». Ces performances prometteuses lui ouvrent les portes de l'équipe A italienne dans laquelle elle est sélectionnée aux côtés de Wierer, Vittozzi et Michela Carrara afin de préparer la saison de Coupe du monde 2021-2022.

## Palmarès

### Championnats du monde
| Édition \ Épreuve | Individuel | Sprint | Poursuite | Mass start | Relais | Relais mixte | Relais mixte simple |
| ----------------- | ---------- | ------ | --------- | ---------- | ------ | ------------ | ------------------- |
| Nové Město 2024   | 75e        | —      | —         | —          | 11e    | —            | —                   |

Légende :
- — : non disputée par Passler

### Coupe du monde
- Meilleur résultat individuel : 17e.
- 2 podiums : 
  - 2 podiums en relais : 2 troisièmes places.

 Dernière mise à jour le 14 janvier 2023 

#### Résultats détaillés en Coupe du monde
| 2021-2022 |        |         |        |        |        |        |        |    |        |    |         |    |        |        |        | .      | .      | .  | .      |        |        |        |        |         |    |    | nc  |
| 2021-2022 | IN 94e | SP 106e | SP     | PU     | SP     | SP     | SP     | PU | MS     | SP | PU      | SP | PU     | SP     | MS     | IN     | SP     | PU | MS     | SP     | PU     | SP     | MS     | SP      | PU | MS | nc  |
| 2022-2023 |        |         |        |        |        |        |        |    |        |    |         |    |        |        | .      | .      | .      | .  |        |        |        |        |        |         |    |    | 39e |
| 2022-2023 | IN 47e | SP 17e  | PU 21e | SP 33e | PU 37e | SP 71e | PU     | MS | SP 75e | PU | IN      | MS | SP 54e | PU 28e | SP 34e | PU 45e | IN 28e | MS | SP 23e | SP 18e | IN 29e | MS     | SP 30e | PU Ann. | MS |    | 39e |
| 2023-2024 |        |         |        |        |        |        |        |    |        |    |         |    |        |        | .      | .      | .      | .  |        |        |        |        |        |         |    |    | 47e |
| 2023-2024 | IN 20e | SP 18e  | PU 29e | SP 67e | PU     | SP 36e | PU 31e | MS | SP 68e | PU | SP N.P. | PU | IN 26e | MS     | SP     | PU     | IN 75e | MS | IN 53e | MS     | SP 53e | PU 49e | SP 52e | PU 42e  | MS |    | 47e |
| 2024-2025 |        |         |        |        |        |        |        |    |        |    |         |    |        |        | .      | .      | .      | .  |        |        |        |        |        |         |    |    |     |
| 2024-2025 | SI     | SP      | MS     | SP     | PU     | SP     | PU     | MS | SP     | PU | IN 42e  | MS | SP 51e | PU 32e | SP     | PU     | IN     | MS | SP     | PU     | IN     | MS     | SP     | PU      | MS |    |     |

#### Podiums en relais en Coupe du monde
| Podiums en relais en Coupe du monde | Podiums en relais en Coupe du monde | Podiums en relais en Coupe du monde | Podiums en relais en Coupe du monde | Podiums en relais en Coupe du monde | Podiums en relais en Coupe du monde | Podiums en relais en Coupe du monde | Podiums en relais en Coupe du monde | Podiums en relais en Coupe du monde | Podiums en relais en Coupe du monde | Podiums en relais en Coupe du monde |
| n°                                  | Saison                              | Date                                | Lieu                                | Épreuve                             | Résultat                            | Composition                         | Composition                         | Composition                         | Composition                         | Compétition                         |
| ----------------------------------- | ----------------------------------- | ----------------------------------- | ----------------------------------- | ----------------------------------- | ----------------------------------- | ----------------------------------- | ----------------------------------- | ----------------------------------- | ----------------------------------- | ----------------------------------- |
| 1                                   | 2022-2023                           | 11-12-2022                          | Hochfilzen                          | Relais 4 x 6 km                     | Médaille de bronze                  | Rebecca Passler                     | Dorothea Wierer                     | Samuela Comola                      | Lisa Vittozzi                       | Coupe du monde                      |
| 2                                   | 2022-2023                           | 14-01-2023                          | Ruhpolding                          | Relais 4 x 6 km                     | Médaille de bronze                  | Samuela Comola                      | Lisa Vittozzi                       | Rebecca Passler                     | Dorothea Wierer                     | Coupe du monde                      |

### Championnats d'Europe
| Édition / Épreuve   | Individuel | Sprint | Poursuite | Relais mixte | Relais mixte simple |
| ------------------- | ---------- | ------ | --------- | ------------ | ------------------- |
| Duszniki-Zdrój 2021 | 80e        | 45e    | 49e       | —            | 4e                  |
| Arber 2022          | 48e        | 69e    | —         | —            | 4e                  |

Légende : 
- — : non disputée par Passler

### IBU Cup
- Meilleur classement général : 49e en 2021.
- 1 podium individuel : 1 troisième place.
- 2 podiums en relais : 1 deuxième place et 1 troisième place.

### Championnats du monde juniors et de la jeunesse
| Édition / Épreuve   | Individuel               | Sprint                   | Poursuite                 | Relais                   |
| ------------------- | ------------------------ | ------------------------ | ------------------------- | ------------------------ |
| Brezno-Osrblie 2019 | 10e                      | 36e                      | 28e                       | 6e                       |
| Lenzerheide 2020    | Médaille d'argent, monde | 13e                      | 9e                        | Médaille d'argent, monde |
| Obertilliach 2021   | 10e                      | Médaille d'argent, monde | Médaille de bronze, monde | Médaille d'argent, monde |
| Soldier Hollow 2022 | 14e                      | Médaille d'argent, monde | 12e                       | Médaille d'or, monde     |

Légende :
- participation aux Ch. du monde de la jeunesse

- : première place, médaille d'or
- : deuxième place, médaille d'argent
- : troisième place, médaille de bronze
- — : non disputée par Passler